# 18.ª etapa del Tour de Francia 2020
La 18.ª etapa del Tour de Francia 2020 tuvo lugar el 17 de septiembre de 2020 entre Méribel y La Roche-sur-Foron sobre un recorrido de 175 km y fue ganada por el polaco Michał Kwiatkowski del equipo INEOS Grenadiers que entró en meta junto a su compañero Richard Carapaz, que se colocó como nuevo líder de la clasificación de la montaña. El esloveno Primož Roglič mantuvo el liderato un día más.

## Clasificación de la etapa
| \| Clasificación de la etapa \| Clasificación de la etapa \| Clasificación de la etapa \| Clasificación de la etapa \| Clasificación de la etapa \| \| Ciclista \| Ciclista \| Equipo \| Tiempo \| \| \| ------------------------- \| ------------------------- \| ------------------------- \| ------------------------- \| ------------------------- \| \| 1.º \| Michał Kwiatkowski \| Ineos Grenadiers \| 4 h 47 min 33 s \| \| \| 2.º \| Richard Carapaz \| Ineos Grenadiers \| + 0 s \| \| \| 3.º \| Wout van Aert \| Jumbo-Visma \| + 1 min 51 s \| \| \| 4.º \| Primož Roglič \| Jumbo-Visma \| + 1 min 53 s \| \| \| 5.º \| Tadej Pogačar \| UAE Team Emirates \| + 1 min 53 s \| \| \| 6.º \| Richie Porte \| Trek-Segafredo \| + 1 min 54 s \| \| \| 7.º \| Enric Mas \| Movistar Team \| + 1 min 54 s \| \| \| 8.º \| Mikel Landa \| Bahrain McLaren \| + 1 min 54 s \| \| \| 9.º \| Damiano Caruso \| Bahrain McLaren \| + 1 min 54 s \| \| \| 10.º \| Tom Dumoulin \| Jumbo-Visma \| + 1 min 54 s \| \| |                    |                   |                 |
| |                    |                   |                 |
| Fuente: ProCyclingStats |                    |                   |                 |
| Clasificación de la etapa |                    |                   |                 |
| Ciclista | Ciclista           | Equipo            | Tiempo          |
| 1.º | Michał Kwiatkowski | Ineos Grenadiers  | 4 h 47 min 33 s |
| 2.º | Richard Carapaz    | Ineos Grenadiers  | + 0 s           |
| 3.º | Wout van Aert      | Jumbo-Visma       | + 1 min 51 s    |
| 4.º | Primož Roglič      | Jumbo-Visma       | + 1 min 53 s    |
| 5.º | Tadej Pogačar      | UAE Team Emirates | + 1 min 53 s    |
| 6.º | Richie Porte       | Trek-Segafredo    | + 1 min 54 s    |
| 7.º | Enric Mas          | Movistar Team     | + 1 min 54 s    |
| 8.º | Mikel Landa        | Bahrain McLaren   | + 1 min 54 s    |
| 9.º | Damiano Caruso     | Bahrain McLaren   | + 1 min 54 s    |
| 10.º | Tom Dumoulin       | Jumbo-Visma       | + 1 min 54 s    |

## Clasificaciones al final de la etapa

### Clasificación general(Maillot Jaune)
| \| Clasificación general \| Clasificación general \| Clasificación general \| Clasificación general \| Clasificación general \| \| Ciclista \| Ciclista \| Equipo \| Tiempo \| \| \| --------------------- \| --------------------- \| --------------------- \| --------------------- \| --------------------- \| \| 1.º \| Primož Roglič \| Jumbo-Visma \| 79 h 45 min 30 s \| \| \| 2.º \| Tadej Pogačar \| UAE Team Emirates \| + 57 s \| \| \| 3.º \| Miguel Ángel López \| Astana \| + 1 min 27 s \| \| \| 4.º \| Richie Porte \| Trek-Segafredo \| + 3 min 06 s \| \| \| 5.º \| Mikel Landa \| Bahrain McLaren \| + 3 min 28 s \| \| \| 6.º \| Enric Mas \| Movistar Team \| + 4 min 19 s \| \| \| 7.º \| Adam Yates \| Mitchelton-Scott \| + 5 min 55 s \| \| \| 8.º \| Rigoberto Urán \| EF Pro Cycling \| + 6 min 05 s \| \| \| 9.º \| Tom Dumoulin \| Jumbo-Visma \| + 7 min 24 s \| \| \| 10.º \| Alejandro Valverde \| Movistar Team \| + 12 min 12 s \| \| |                    |                   |                  |
| |                    |                   |                  |
| Fuente: ProCyclingStats |                    |                   |                  |
| Clasificación general |                    |                   |                  |
| Ciclista | Ciclista           | Equipo            | Tiempo           |
| 1.º | Primož Roglič      | Jumbo-Visma       | 79 h 45 min 30 s |
| 2.º | Tadej Pogačar      | UAE Team Emirates | + 57 s           |
| 3.º | Miguel Ángel López | Astana            | + 1 min 27 s     |
| 4.º | Richie Porte       | Trek-Segafredo    | + 3 min 06 s     |
| 5.º | Mikel Landa        | Bahrain McLaren   | + 3 min 28 s     |
| 6.º | Enric Mas          | Movistar Team     | + 4 min 19 s     |
| 7.º | Adam Yates         | Mitchelton-Scott  | + 5 min 55 s     |
| 8.º | Rigoberto Urán     | EF Pro Cycling    | + 6 min 05 s     |
| 9.º | Tom Dumoulin       | Jumbo-Visma       | + 7 min 24 s     |
| 10.º | Alejandro Valverde | Movistar Team     | + 12 min 12 s    |

### Clasificación por puntos(Maillot Vert)
| Clasificación por puntos | Clasificación por puntos | Clasificación por puntos         | Clasificación por puntos | Clasificación por puntos |
| Ciclista                 | Ciclista                 | Equipo                           | Puntos                   |                          |
| ------------------------ | ------------------------ | -------------------------------- | ------------------------ | ------------------------ |
| 1.º                      | Sam Bennett              | Deceuninck-Quick Step            | 298 pts                  |                          |
| 2.º                      | Peter Sagan              | Bora-Hansgrohe                   | 246 pts                  |                          |
| 3.º                      | Matteo Trentin           | CCC Team                         | 235 pts                  |                          |
| 4.º                      | Bryan Coquard            | B&B Hotels-Vital Concept p/b KTM | 171 pts                  |                          |
| 5.º                      | Caleb Ewan               | Lotto-Soudal                     | 158 pts                  |                          |
| 6.º                      | Julian Alaphilippe       | Deceuninck-Quick Step            | 150 pts                  |                          |
| 7.º                      | Wout van Aert            | Jumbo-Visma                      | 138 pts                  |                          |
| 8.º                      | Tadej Pogačar            | UAE Team Emirates                | 123 pts                  |                          |
| 9.º                      | Michael Mørkøv           | Deceuninck-Quick Step            | 120 pts                  |                          |
| 10.º                     | Primož Roglič            | Jumbo-Visma                      | 101 pts                  |                          |

### Clasificación de la montaña(Maillot à Pois Rouges)
| Clasificación de la montaña | Clasificación de la montaña | Clasificación de la montaña      | Clasificación de la montaña | Clasificación de la montaña |
| Ciclista                    | Ciclista                    | Equipo                           | Puntos                      |                             |
| --------------------------- | --------------------------- | -------------------------------- | --------------------------- | --------------------------- |
| 1.º                         | Richard Carapaz             | Ineos Grenadiers                 | 74 pts                      |                             |
| 2.º                         | Tadej Pogačar               | UAE Team Emirates                | 72 pts                      |                             |
| 3.º                         | Primož Roglič               | Jumbo-Visma                      | 67 pts                      |                             |
| 4.º                         | Marc Hirschi                | Team Sunweb                      | 62 pts                      |                             |
| 5.º                         | Miguel Ángel López          | Astana                           | 51 pts                      |                             |
| 6.º                         | Benoît Cosnefroy            | AG2R La Mondiale                 | 36 pts                      |                             |
| 7.º                         | Pierre Rolland              | B&B Hotels-Vital Concept p/b KTM | 36 pts                      |                             |
| 8.º                         | Nans Peters                 | AG2R La Mondiale                 | 32 pts                      |                             |
| 9.º                         | Richie Porte                | Trek-Segafredo                   | 28 pts                      |                             |
| 10.º                        | Lennard Kämna               | Bora-Hansgrohe                   | 27 pts                      |                             |

### Clasificación del mejor joven(Maillot Blanc)
| Clasificación del mejor joven | Clasificación del mejor joven | Clasificación del mejor joven | Clasificación del mejor joven | Clasificación del mejor joven |
| Ciclista                      | Ciclista                      | Equipo                        | Tiempo                        |                               |
| ----------------------------- | ----------------------------- | ----------------------------- | ----------------------------- | ----------------------------- |
| 1.º                           | Tadej Pogačar                 | UAE Team Emirates             | 79 h 46 min 27 s              |                               |
| 2.º                           | Enric Mas                     | Movistar Team                 | + 3 min 22 s                  |                               |
| 3.º                           | Valentin Madouas              | Groupama-FDJ                  | + 1 h 35 min 35 s             |                               |
| 4.º                           | Daniel Felipe Martínez        | EF Pro Cycling                | + 1 h 51 min 32 s             |                               |
| 5.º                           | Lennard Kämna                 | Bora-Hansgrohe                | + 2 h 10 min 21 s             |                               |
| 6.º                           | Harold Tejada                 | Astana                        | + 2 h 29 min 13 s             |                               |
| 7.º                           | Niklas Eg                     | Trek-Segafredo                | + 2 h 42 min 01 s             |                               |
| 8.º                           | Marc Hirschi                  | Team Sunweb                   | + 2 h 43 min 00 s             |                               |
| 9.º                           | Neilson Powless               | EF Pro Cycling                | + 2 h 56 min 52 s             |                               |
| 10.º                          | Pavel Sivakov                 | Ineos Grenadiers              | + 4 h 06 min 17 s             |                               |

### Clasificación por equipos(Classement par Équipe)
| Clasificación por equipos | Clasificación por equipos | Clasificación por equipos | Clasificación por equipos |
| Equipo                    | Equipo                    | Tiempo                    |                           |
| ------------------------- | ------------------------- | ------------------------- | ------------------------- |
| 1.º                       | Movistar Team             | 39 h 23 min 11 s          |                           |
| 2.º                       | Jumbo-Visma               | + 24 min 36 s             |                           |
| 3.º                       | Bahrain McLaren           | + 58 min 47 s             |                           |
| 4.º                       | EF Pro Cycling            | + 1 h 15 min 27 s         |                           |
| 5.º                       | Ineos Grenadiers          | + 1 h 26 min 17 s         |                           |
| 6.º                       | Trek-Segafredo            | + 1 h 39 min 28 s         |                           |
| 7.º                       | Astana                    | + 1 h 39 min 58 s         |                           |
| 8.º                       | AG2R La Mondiale          | + 2 h 53 min 41 s         |                           |
| 9.º                       | UAE Team Emirates         | + 3 h 10 min 46 s         |                           |
| 10.º                      | Groupama-FDJ              | + 3 h 19 min 59 s         |                           |

## Abandonos
- André Greipel no completó la etapa tras varios días con problemas físicos.[2]